# Bracon kirkpatricki
Bracon kirkpatricki är en stekelart som först beskrevs av Wilkinson 1927.  Bracon kirkpatricki ingår i släktet Bracon och familjen bracksteklar. Inga underarter finns listade.